# Why Didn't They Ask Evans ?
Pour plus de détails, voir Fiche technique et Distribution.
Why Didn't They Ask Evans ? est un téléfilm britannique réalisé par John Davies et Tony Wharmby, diffusé le 30 mars 1980 sur ITV au Royaume-Uni. Il est adapté du roman Pourquoi pas Evans ? d'Agatha Christie.

## Fiche technique
- Titre original : Why Didn't They Ask Evans ?
- Réalisation : John Davies et Tony Wharmby
- Scénario : d'après le roman Pourquoi pas Evans ? d'Agatha Christie.
- Décors : Bryan Bagge et Frank Nerini
- Photographie : Mike Humphreys
- Costumes : Penny Lowe
- Montage : Geoff Beames et Ray Helm
- Musique : Joseph Horovitz
- Production : Jack Williams
- Production déléguée : Tony Wharmby
- Société de production : London Weekend Television
- Société de distribution : ITV (Royaume-Uni) et Granada International (international)
- Pays d’origine : Royaume-Uni
- Langue originale : anglais
- Format : couleur — 1,33:1 — Mono
- Genre : Téléfilm policier
- Durée : 180 minutes
- Dates de sortie :
  -  Royaume-Uni : 30 mars 1980

## Distribution
- Francesca Annis : Lady Frances Derwent
- John Gielgud : Révérend Jones
- Bernard Miles : Dr Thomas
- Eric Porter : Dr Nicholson
- Leigh Lawson : Roger Bassington-ffrench
- James Warwick : Bobby Jones
- Madeline Smith : Moira Nicholson
- Connie Booth : Sylvia Bassington-ffrench
- Robert Longden : Badger Beadon
- Doris Hare : Rose Pratt
- Joan Hickson : Mrs. Rivington
- Rowland Davies : Dr George Arbuthnot
- James Cossins (en) : Henry Bassington-ffrench
- Mitzi Rogers : Mrs. Cayman
- John Pennington : Mr. Cayman
- Lynda La Plante : Mrs. Roberts
- Deddie Davies : Receveuse des postes
- Frank Tregear : Mr. Roberts
- John Horsley : Mr. Spragg

## Autour du film
Il est à noter la présence de Joan Hickson qui tiendra, quatre ans plus tard, le rôle de Miss Marple dans la série britannique Miss Marple de 1984 à 1992.